# 一宮随波斎
一宮 随波斎（いちのみや ずいはさい、生年不明 - 永禄11年（1568年））は、戦国時代の武将。実名は宗是、宗定。号は瑞巴斎とも。随波斎流の創始者とされる。

## 生涯
出自は小笠原氏、甲斐武田氏など諸説あり不明である。弓術の名手で、随波斎流を創始したといわれる。
武者修行のため京に滞在中に室町幕府第13代将軍・足利義輝の馬の病気を診察し見込まれ出仕。義輝が三好三人衆、松永久秀らに殺害されると駿河国へ下り、今川氏真の御伽衆となり用宗城主を務めた。
永禄11年（1568年）、武田信玄の駿河侵攻が始まると、迎撃に出るが敗れて討ち死にした。